# نسبة محورية
النسبة المحورية لأي هيكل أو أي شكل له محورين أو أكثر هي النسبة لطول تلك المحاور بالنسبة للأخري، المحور ذو الطول الأكبر الي المحور ذو الطول الأقل وهكذا.
- في الكيمياء أو علم المواد النسبة المحورية والتي يرمز لها بالرمز P تُستخدم لوصف قضيب جاسئ (لا يحتوي على فراغات) مثل الجزيئات، ويتم حسابها عن طريق قسمة طول القضيب علي قطره.
- في الفيزياء تُستخدم النسبة المحورية لوصف الموجة الكهرومغناطيسية على شكل دائري أو بيضاوية أو حتي مستقطبة. وتُعرف بأنها النسبة بين المحور الطويل والمحور الصغير أو متجهة حقل كهربائي.

## الاستقطاب والاستقطاب ذو القطع الناقص
يمكن وصف أي استقطاب ثابت بدلالة شكل القطع الناقص للاستقطاب والتي يمكن تعريفه بمتغيرين اثنين :
- النسبة المحورية AR
- زاوية الميل {\displaystyle \tau }.

النسبة المحورية هي النسبة بين طول المحور الكبير للقطع الناقص والمحور الصغير له ودائما ما تكون أكبر من أو تساوي 1.
وكبديل لذلك يمكن تمثيل الاستقطاب كنقطة علي سطح كرة بوانكريه ويكون طولها {\displaystyle 2\times \tau } وعرضها {\displaystyle 2\times \epsilon } حيث 
{\displaystyle \epsilon =\operatorname {arccot}(\pm AR)}.
والإشارة يتم تحديدها حسب سلوك {\displaystyle \operatorname {arccot} } والتي تعتمد علي اتجاه الاستقطاب، فالإشارة الموجبة تعني استقطاب في جهة اليد اليسري والسالبة تشير لاستقطاب الموجة ناحية اليد اليمني وهذا التعريف تم وضعه من قِبل IEEE.

## حالات خاصة
- الاستقطاب الدائري : فهي حالة خاصة حيث تساوي النسبة المحورية الواحد وزاوية الميل غير معروفة.
- استقطاب خطي : هي أيضًا حالة خاصة حيث تكون النسبة المحورية لانهائية.